# Andy, bloed en blond haar
Andy, bloed en blond haar is een Nederlandse film uit 1979 geregisseerd door Frank Wiering. Onder andere Andy Vrielink, Hans van den Hoek en Gert-Jan Dröge hadden een rol.
De film kreeg in 1979 sterk wisselende kritieken. Een aantal recensenten vond de film walgelijk en te gewelddadig, andere recensenten prezen de film. Wel was er veel kritiek op het amateuristische spel en de dialogen. Het was een van de eerste films waarin de provincie een belangrijke rol speelt.

## Verhaal
Andy, een 21-jarige jongen uit Hengelo werkt bij een zandstraalwerkplaats. Op een dag krijgt hij er genoeg van. Hij zegt tegen zijn baas "ik kom hier never weer" en vertrekt naar Amsterdam. In de trein valt hij een andere reiziger lastig. Als de conducteur zich ermee bemoeit reageert Andy door de reiziger te bewerken met een scherp kaasbijltje. Eenmaal in Amsterdam bezoekt Andy het Vondelpark waar hij een man mishandelt en van zijn geld berooft. De gestolen portefeuille blijkt echter leeg te zijn en Andy trekt verder. Hij ontmoet de blonde Ella, een fotomodel. Ella wil Andy gebruiken om los te komen uit het verveelde en decadente leven dat ze leidt. Al snel blijkt Andy echter een ongeleid projectiel. Ze neemt hem mee naar een duur feestje in een flat, waar hij in contact komt met een homoseksueel in lederen kleding. Na wederzijdse beledigingen roept Andy, "heb je een motor, of zo?" en gaat de man te lijf met zijn kaasbijltje. Ella en Andy stelen een grote Amerikaanse auto en vluchten naar Hengelo. Ella voelt zich echter ongelukkig in de provincie. Als Andy vervolgens een sigarenwinkel berooft, probeert ze weg te komen. Ze geeft Andy aan bij de politie en reist terug naar Amsterdam. Eenmaal onderweg richt ze haar aandacht alweer op de volgende man.

## Rolverdeling
| Acteur        | Personage       | Opmerkingen |
| ------------- | --------------- | ----------- |
| Andy Vrielink | Andy            | hoofdrol    |
| Jonna Koster  | Ella            | hoofdrol    |
| Truus Dekker  | moeder van Ella |             |

## Achtergrond
Regisseur Frank Wiering vertrok begin jaren zeventig vanuit Twente naar Amsterdam om zich in te schrijven op de filmacademie. Als Tukker voelde hij zich niet thuis in het trendy Amsterdam en die ervaring verwerkte hij in Andy, Bloed en Blond haar. Uiteindelijk ging Wiering niet naar de academie en leerde het vak in de praktijk en door het kijken naar films als Midnight Cowboy en Easy Rider. Wiering wilde iets doen met het dubbele gevoel dat hij had om als provinciaal in Amsterdam rond te lopen. De ene helft in hem wilde terug, de andere wilde blijven. Verder wilde hij iets doen met de tijdgeest, het opkomende geweld in de samenleving. Hij baseerde zijn scenario deels op de Hengeloër Andy Vrielink, een vriend van zijn broer. Andy had de agressie in zich die Wiering wilde laten zien. Een deel van de gebeurtenissen die in de film te zien zijn, zijn gebaseerd op belevenissen van Vrielink. Ook een aantal van de vaste uitspraken van de laatste zitten in de film.

## Productie
Wiering had twee jaar nodig voor de financiering van de film. Zijn budget bedroeg 150.000 gulden en om de kosten te drukken leverde hij zijn salaris in. De meeste acteurs waren amateurs en de film werd grotendeels op straat opgenomen. Zo zijn bijvoorbeeld mensen te zien die nieuwsgierig door de ramen naar de filmopnames kijken. Wiering liet die scènes in de film zitten om zo de leegheid van het bestaan in Hengelo te laten zien. De film werd opgenomen in 22 dagen, maar die zijn verdeeld over een periode van tweeënhalf jaar . Hierdoor zitten er grote continuïteitsfouten in de film. Met name het kapsel van actrice Jonna Koster (Ella) wisselt de hele film door. In Hengelo zijn de meeste opnames gemaakt  bij café 't Pleintje, autosloper Berendsen en de voormalige Spanjaardfabriek in Borne.  De muziek in de film is van Herman Brood and his Wild Romance, terwijl ook Normaal nog te zien en te horen is. Hoofdrolspeler Andy Vrielink overleed in 1990 op 33-jarige leeftijd. Regisseur Frank Wiering maakte na deze film nooit meer een speelfilm.

## Ontvangst
De film werd gemengd ontvangen. Het filmblad Skrien was vol lof, maar het NRC noemde de film walgelijk. De NOS die een van de financiers van de film was, weigerde later de film uit te zenden vanwege het extreme geweld.
Volgens regisseur Wiering werd de film in de bioscopen redelijk ontvangen en was met name Paul Verhoeven enthousiast over Andy Vrielink die hij wilde kiezen voor Spetters. Vrielink weigerde de rol.

## Dvd
Van de film bestaat nog maar één 35 mm kopie die in bezit is van Sigma Pictures van Matthijs van Heijningen.

1896-1909 · 1910-19 · 1920-29 · 1930-39 · 1940-49 · 1950-59 · 1960-69 · 1970-79 · 1980-89 · 1990-99 · 2000-09 · 2010-19
· 2020-29